# Xanthodynerus splendens
Xanthodynerus splendens är en stekelart som först beskrevs av Giordani Soika 1957.  Xanthodynerus splendens ingår i släktet Xanthodynerus och familjen Eumenidae. Inga underarter finns listade i Catalogue of Life.